# Lagartixa-de-bocage
A lagartixa-de-bocage (Podarcis bocagei) é uma espécie de lagarto da família Lacertidae. É encontrado em Portugal e Espanha.
O seu habitat natural inclui florestas temperadas, vegetação arbustiva temperada ou Mediterrânica, costa arenosa, jardins rurais e áreas urbanas.
Está ameaçada por perda de habitat.